# Bokhandlaren som slutade bada
Bokhandlaren som slutade bada är en bok av Fritiof Nilsson Piraten skriven 1937. Boken blev film 1969 av Jarl Kulle med bland andra Allan Edwall, Margaretha Krook, Ingvar Kjellson och Kulle själv.

## Handling
Boken handlar om bokhandlaren Jacob (även stavat Jakob) som bor i Grimsby. Han växte upp utan pappa tillsammans med sin mamma. Hans mamma försörjde sig på att ge pianolektioner och Jacob kom aldrig ut och lekte med de andra barnen. Jacobs mamma lärde honom att undvika flickor och han blev därför mycket skygg för kvinnor. När Jacob blev stor dog hans mamma och han bestämde sig för att bli bokhandlare. Det räckte dock inte med den inkomsten utan han fick också sälja snus för att det skulle gå runt.
I Grimsby blev han snart populär eftersom han var så lärd. Han läste nämligen mycket böcker. Han blev också ledare av Badarna. De samlades varje söndag när det var tillräckligt varmt för att bada, dricka öl och diskutera. Jacob läste upp ett stycke ur en bok och sedan diskuterade de det. När det inte var tillräckligt varmt för att bada klädde en av Badarna av sig i alla fall för att hålla nyfikna fruntimmer borta.
Jacob fick många vänner i Grimsby, bland annat Krakow som var knekt. Han var en kvinnotjusare av stora mått och gillade även att dricka brännvin. När Krakow först kom till Grimsby, hjälpte Hilda honom att komma i ordning. De två blev kära i varandra och gifte sig sedan. 
Krakow hade även en ungdomskärlek, som hette Sabina. Henne hade han aldrig riktigt glömt och bestämde sig en dag för att åka till Stockholm för att leta reda på henne. Som den goda vän Jacob var följde han naturligtvis med och när de två kommit till Stockholm tog de in på ett litet flottigt ställe. Därifrån skulle de tillsammans gå till det hus Sabina bodde i och sedan skulle Krakow själv gå in med en azalea han hade tagit med hemifrån. 
Första gången Krakow hade träffat Sabina hade hon bjudit in honom på sitt rum och sedan stått naken framför honom när han kom. Nu tänkte Krakow göra likadant och tog därför av sig kläderna innan han ringde på. Men Sabina hade flyttat och stället var det en betjänt som öppnade och Krakow sprang därifrån fortare än kvickt. Han blev jagad av polisen men lyckades komma undan och få på sig kläderna igen. 
När han träffade Jacob hade denne redan packat och de kunde ge sig iväg hem igen.  Orsaken till att Jacob redan hade packat var att han hade träffat Sabina som nu inte alls var lika vacker som hon en gång varit. Det var hon som hade hyrt ut rum åt dem och hon hade varit en nästan tandlös kärring. Jacob talade aldrig någonsin om för Krakow att han hade träffat Sabina.
En dag kommer Jacobs grannes syster Amélie på besök. Hon kommer från Antwerpen där hon bott sedan hon flyttade hemifrån som liten och hon har kommit för att stanna. När Jacob först får se henne blir han upp över öronen förälskad och till slut gifter sig Amélie och Jacob. 
De lever lyckliga ett kort tag, men sedan får Jacob reda på att Amélie har jobbat på bordell i Frankrike. Han förlåter henne, men vad värre är att hela Grimsby har fått reda på det. De börjar undvika Jacobs bokhandel och även Jacob. Amélie är förtvivlad och försöker dränka sina sorger i cognac och portvin. Hon blir allt mer försupen och fast Jacob säger att han älskar henne ändå och att det inte gör någonting, lyckas han inte rädda henne ifrån spriten. 
Amélie blir allt tjockare och orkar knappt göra något förutom att dricka brännvin och äta konfekt. Därför tar Amélie en fattighusflicka till kammarjungfru. Dessutom försöker hon reta Jacob till vanvett genom dumma påhitt. Till slut får också Jacob nog och låter muraren mura igen huset på mitten. Amélie får då köksingången och Jacob huvudingången.
Jacob blir allt mer ensam och har även slutat gå till badarnas söndagsmöten. Han lever i sin del av huset och det är bara badarna som fortfarande köper böcker och snus av honom. När sedan Amélie dör är Jacob inte ens med på begravningen. När Jacob får reda på att Amélies bror har begravt Amélie på hans gravplats blir han rasande och säger att då ska han minsann skaffa gravstenen. 
Han håller sitt löfte, men på gravstenen står det inget fint utan tvärtom stod där: Måtte jorden vila lätt under henne. Jacob blir då kallad gravskändare och blir ännu mer ensam. Till slut blir Jacob så gammal att han känner att det är dags att dö. Han kallar då dit en präst som han berättar varför han slutade bada för. 
Han hade nämligen strax innan han murade igen huset blivit knuffad av Amélie när de grälade. Han hade landat på spiselhällen och fått ordet Potifar inbränt i baken. Det visade sig dock när Jacob visade detta för prästen att ärren nästan var borta och att man var tvungen att ha en spegel för att kunna läsa det. Det var för detta ärr han slutade bada och det var därför han murade igen huset. När han fick höra att ärret inte gick att läsa blev han ledsen och grät bittra tårar. Han hade ju förlorat halva sitt liv. Nästa morgon var han död.